# Saison 5 de Supergirl
 (octobre 2019).
Si vous disposez d'ouvrages ou d'articles de référence ou si vous connaissez des sites web de qualité traitant du thème abordé ici, merci de compléter l'article en donnant les références utiles à sa vérifiabilité et en les liant à la section « Notes et références ».
Chronologie
Saison 4 Saison 6
La cinquième saison de Supergirl, série télévisée américaine, est composée de dix-neuf épisodes diffusés du 6 octobre 2019 au 17 mai 2020 sur The CW, aux États-Unis.

## Synopsis
Kara ignore que Lex a révélé son identité secrète à Léna. Trahie, la jeune femme s'engage sur une route sombre. La carrière de Kara prend une autre tournure, lorsque la nouvelle rédactrice en chef, PDG de la société de technologie Obsidian et ancienne amie de Lena, décide de transformer Catco Magazine en un éditeur numérique.
J'onn J'onzz se trouve confronté à son propre frère, échappé de la zone fantôme et en quête de vengeance. Alors que la réalité virtuelle prend une place importante à National City, Supergirl et le DEO doivent également faire face à Léviathan, une organisation criminelle secrète mondiale...

## Distribution

### Acteurs principaux
- Melissa Benoist (VF : Zina Khakhoulia) : Kara Danvers / Supergirl
- Mehcad Brooks (VF : Jérôme Rebbot) : James « Jimmy » Olsen (épisodes 1 à 4)
- Chyler Leigh (VF : Véronique Desmadryl) : Alexandra « Alex » Danvers
- Katie McGrath (VF : Adeline Moreau) : Lena Luthor
- David Harewood (VF : Paul Borne) : Hank Henshaw / J'onn J'onzz
- Jesse Rath (VF : Pierre Tessier) : Brainiac 5
- Nicole Maines (VF : Adeline Chetail) : Nia Nal / Dreamer
- Andrea Brooks (VF : Anne-Laure Gruet) : Eve Teschmacher / Hope
- Azie Tesfai (VF : Youna Noiret) : Kelly Olsen
- Julie Gonzalo (VF : Olivia Dalric) : Andrea Rojas
- Staz Nair (VF : Yann Sundberg) : William Dey

### Acteurs récurrents
- Cara Buono (VF : Delphine Braillon) : Gamemnae
- Mitch Pileggi (VF : José Luccioni) : Rama Khan
- Helen Slater (VF : Isabelle Gardien) : Eliza Danvers (récurrence à travers les saisons)
- Brenda Strong (VF : Françoise Cadol) : Lillian Luthor
- Phil LaMarr (VF : Jean-Paul Pitolin) : Ma'alefa'ak
- Jon Cryer (VF : Lionel Tua) : Lex Luthor

### Invités
- Luisa D'Oliveira (VF : Olivia Luccioni) : Breathtaker / Elena Torres (épisodes 4 et 5)
- Nick Sagar (VF : Raphael Cohen) : Russell Rogers / Rip Roar[1] (épisodes 5 et 6)
- Tyler Hoechlin (VF : Thibaut Lacour) : Kal-El / Clark Kent / Superman (épisode 9)
- Bitsie Tulloch : Lois Lane (épisode 9)
- Erica Durance (VF : Vanina Pradier) : Alura Zor-El (épisode 9)
- Jeremy Jordan (VF : Remi Caillebot): Winslow "Winn" Schott (épisodes 11 à 13)
- Thomas Lennon (VF : Laurent Morteau) : Mr Mxyzptlk[2] (épisodes 12 et 13)
- Chris Wood(VF : Julien Allouf) : Mon-El[3] (épisode 13)
- Odette Annable (VF : Victoria Grosbois) : Sam Arias[3] (épisode 13)
- Sam Witwer (VF : Thomas Roditi) : Benjamin Lockwood[3] (épisode 13)
- Sharon Leal (VF : Annie Milon) : M'gann M'orzz / Miss Martian (épisodes 17 à 19)

### Invités des séries du même univers
- Stephen Amell (VF : Sylvain Agaësse) : Oliver Queen / Green Arrow
- Audrey Marie Anderson (VF : Anne Massoteau) : Lyla Michaels / Harbinger
- Grant Gustin (VF : Alexandre Gillet) : Barry Allen / Flash
- Caity Lotz (VF : Anne-Charlotte Piau) : Sara Lance / Canary / Ta-er al-Sahfer / White Canary
- Katherine McNamara (VF : Cindy Tempez) : Mia Smoak / Blackstar
- Ruby Rose : Kate Kane / Batwoman
- Brandon Routh (VF : Adrien Antoine) : Raymond « Ray » Palmer / The Atom

## Diffusions
- Aux États-Unis, la saison est diffusée à partir du 6 octobre 2019 sur The CW.
- Au Canada, elle est diffusée en simultané sur Showcase.
- En France, la saison est diffusée à partir du 30 octobre 2020 sur Série Club.

## Liste des épisodes

### Épisode 1:Vortex
- États-Unis /  Canada : 6 octobre 2019 sur The CW / 
Showcase
- Québec : 8 septembre 2020 sur Max
- France : 30 octobre 2020 sur Série Club
- 14 août 2021 sur CStar

- États-Unis : 1,26 million de téléspectateurs[4] (première diffusion)

- Kate Micucci (la guide touristique)
- Ellexis Wejr (Mallory)
- Jennifer Cheon Garcia (Midnight)
- Phil LaMarr (Voix originale de Ma'alefa'ak)
- Kari Wahlgren (voix originale de Hope)
- Adam Al Gouti (un enfant)
- Nitin Prasad (un employé)

### Épisode 2:Travail sur soi
- États-Unis /  Canada : 13 octobre 2019 sur The CW / Showcase
- Québec : 15 septembre 2020 sur Max
- France : 30 octobre 2020 sur Série Club
- 14 août 2021 sur CStar

- États-Unis : 970 000 téléspectateurs[4] (première diffusion)

- Ellexis Wejr (Mallory)
- Sean Hewlett (Franklin)
- Phil LaMarr (voix originale de Ma'alefa'ak)
- Kari Wahlgren (voix originale de Hope)
- Julia Harnett (La vendeuse)
- Montserrat Powell (L'ingénieur d'Obsidian)
- Anthony Bolognese (L'enfant #1)
- Keira Herron (L'enfant #2)

### Épisode 3:Prise de contrôle
- États-Unis /  Canada : 20 octobre 2019 sur The CW / Showcase
- Québec : 22 septembre 2020 sur Max
- France : 30 octobre 2020 sur Série Club
- 14 août 2021 sur CStar

- États-Unis : 922 000 téléspectateurs[4] (première diffusion)

- Sean Astin (Pete Andrews)
- Carl Lumbly (M'yrnn J'onzz)
- Brea St. James (Caroline O'Conner)
- Sean Hewlett (Franklin)
- Malcolm Masters (Docteur Niles Jarrod)
- Marcello Guede (Ma'alefa'ak enfant)
- Antonio Ndala (J'onn enfant)
- Marc-Anthony Massiah (Docteur Andrew Stern)
- Dominique Robinson (Ma'alefa'ak jeune adulte)

### Épisode 4:À la poursuite de Maléfic
- États-Unis /  Canada : 27 octobre 2019 sur The CW / Showcase
- Québec : 29 septembre 2020 sur Max
- France : 6 novembre 2020 sur Série Club
- 15 août 2021 sur CStar

- États-Unis : 945 000 téléspectateurs[4] (première diffusion)

- Jalen Thomas Brooks (Simon Kirby)
- Patricia Isaac (Agent Igle)
- Luisa d'Oliveira (Breathtaker)
- Ryan Hesp (Agent Sloan)
- Paul Jarrett (Nelson Stewart)

- Dernier épisode pour l'acteur Mehcad Brooks qui quitte la série.

### Épisode 5:Liaisons Dangereuses
- États-Unis /  Canada : 3 novembre 2019 sur The CW / Showcase
- Québec : 6 octobre 2020 sur Max
- France : 6 novembre 2020 sur Série Club
- 15 août 2021 sur CStar

- États-Unis : 783 000 téléspectateurs[4] (première diffusion)

- Patricia Isaac (Agent Igle)
- Luisa d'Oliveira (Breathtaker)
- Nick Sagar (Russell Rogers / Rip Roar)

### Épisode 6:Le médaillon d'Acrata
- États-Unis /  Canada : 10 novembre 2019 sur The CW / Showcase
- Québec : 13 octobre 2020 sur Max
- France : 13 novembre 2020 sur Série Club
- 15 août 2021 sur CStar

- États-Unis : 840 000 téléspectateurs (première diffusion)

- Patti Allan (Margot)
- Rahul Kohli (Jack Spheer)
- Nick Sagar (Russell Rogers / Rip Roar)
- Steven Bauer (Bernardo Rojas)
- Alexa Najera (Andrea adolescente)
- Duncan Fraser (Messager de Léviathan)
- Lucy Loken (Lena adolescente)
- Jan Bos (Gouverneur Tom Harper)
- Jon Cryer (Lex Luthor)

### Épisode 7:Fusion
- États-Unis /  Canada : 17 novembre 2019 sur The CW / Showcase
- Québec : 20 octobre 2020 sur Max
- France : 13 novembre 2020 sur Série Club
- 21 août 2021 sur CStar

- États-Unis : 792 000 téléspectateurs[4] (première diffusion)

- Cara Buono (Gemma Cooper / Gamemnae)
- Carl Lumbly (Myr'nn J'onzz)
- Phil LaMarr (Ma'alefa'ak)
- Patti Allan (Margot)
- Mitch Pileggi (Rama Khan)

### Épisode 8:La colère de Rama Khan
- États-Unis /  Canada : 1er décembre 2019 sur The CW / Showcase
- Québec : 27 octobre 2020 sur Max
- France : 20 novembre 2020 sur Série Club
- 21 août 2021 sur CStar

- États-Unis : 871 000 téléspectateurs[4] (première diffusion)

- Jon Cryer (Lex Luthor)
- Cara Buono (Gemma Cooper / Gamemnae)
- Phil LaMarr (Ma'alefa'ak)
- Mitch Pileggi (Rama Khan)
- Tom Cavanagh (Harrison Nash Wells)

### Épisode 9:Crisis on Infinite Earths: La menace
- États-Unis /  Canada : 8 décembre 2019 sur The CW / Showcase
- Québec : 3 novembre 2020 sur Max
- France : 20 novembre 2020 sur Série Club
- 21 août 2021 sur CStar

- États-Unis : 1,668 million de téléspectateurs[4] (première diffusion)

- Tyler Hoechlin (Clark Kent / Kal-El / Superman)
- Grant Gustin (Barry Allen / Flash)
- Stephen Amell (Oliver Queen / Green Arrow)
- Ruby Rose (Kate Kane / Batwoman)
- Caity Lotz (Sara Lance / White Canary)
- Bitsie Tulloch (Loïs Lane)
- Wil Wheaton (Le prédicateur)
- Katherine McNamara (Mia Smoak / Blackstar)
- Brandon Routh (Ray Palmer / Atom)
- Tom Cavanagh (Harrison Nash Wells / Pariah)
- Erica Durance (Alura Zor-El)
- Audrey Marie Anderson (Lyla Michaels / Harbinger)
- Robert Wuhl (Caméo Alexander Knox (Terre-89))
- Burt Ward (Caméo Dick Grayson (Terre-66))
- Curran Walters (Caméo non crédité Jason Todd / Robin)
- Russell Tovey (Caméo non crédité Ray Terrell / The Ray)
- Alan Ritchson (Caméo non crédité Hank Hall / Hawk)

### Épisode 10:La capsule
- États-Unis /  Canada : 19 janvier 2020 sur The CW / Showcase
- Québec : 10 novembre 2020 sur Max
- France : 27 novembre 2020 sur Série Club
- 22 août 2021 sur CStar

- États-Unis : 842 000 téléspectateurs[4] (première diffusion)

- Jon Cryer (Lex Luthor)
- Cara Buono (Gemma Cooper / Gamemnae)
- Meaghan Rath (Version féminine de Brainiac 5)
- Brenda Strong (Lillian Luthor)
- Anjali Jay (Selena)
- Winsome Brown (Ayala (Terre alternative))
- Rosemary Hochschild (Vita (Terre alternative))
- Keith Dallas (Al)

### Épisode 11:Retour du futur, première partie
- États-Unis /  Canada : 26 janvier 2020 sur The CW / Showcase
- Québec : 17 novembre 2020 sur Max
- France : 27 novembre 2020 sur Série Club
- 22 août 2021 sur CStar

- États-Unis : 814 000 téléspectateurs[4] (première diffusion)

- Jon Cryer (Lex Luthor)
- Jeremy Jordan (Winslow Schott / Winslow Schott - Toyman (Terre alternative))
- Brian Dudley (Chester Dunholtz)

### Épisode 12:Retour du futur, deuxième partie
- États-Unis /  Canada : 16 février 2020 sur The CW / Showcase
- Québec : 24 novembre 2020 sur Max
- France : 4 décembre 2020 sur Série Club
- 22 août 2021 sur CStar

- États-Unis : 654 000 téléspectateurs[4] (première diffusion)

- Jeremy Jordan (Winslow Schott / Winslow Schott - Toyman (Terre alternative))
- Jon Cryer (Lex Luthor)
- Cara Buono (Gemma Cooper / Gamemnae)
- Patti Allan (Margot)
- Thomas Lennon (Mr. Mxyzptlk)
- Henry Czerny (Winslow Schott Sr.)

### Épisode 13:Réécrire l'histoire
- États-Unis /  Canada : 23 février 2020 sur The CW / Showcase
- Québec : 1er décembre 2020 sur Max
- France : 4 décembre 2020 sur Série Club
- 28 août 2021 sur CStar

- États-Unis : 663 000 téléspectateurs[4] (première diffusion)

- Jeremy Jordan (Winslow Shott)
- Chris Wood (Mon-El)
- Odette Annable (Samantha Arias / Reign)
- Sam Witwer (Benjamin Lockwood / Agent Liberty)
- Robert Baker (Otis Graves)
- Chad Lowe (Thomas Coville)
- Betty Buckley (Patricia Arias)
- Thomas Lennon (Mr. Mxyzptlk)

### Épisode 14:La garde du corps
- États-Unis /  Canada : 8 mars 2020 sur The CW / Showcase
- France : 11 décembre 2020 sur Série Club
- 28 août 2021 sur CStar

- États-Unis : 672 000 téléspectateurs[4] (première diffusion)

- Jon Cryer (Lex Luthor)
- Cara Buono (Gemma Cooper / Gamemnae)
- Donna Benedicto (Agent Reiff du DEO)
- Willie Garson (Steve Lomeli)
- Camille Sullivan (Amy)
- Sean Hewlett (Franklin)
- Mélania Solano (Natalia Guzman)
- Scott McNeil (Toby)
- Jason Beaudoin (Dmitry)
- Edwin Perez (Harry)
- Brent Zulyniak (Todd Sapphire)

### Épisode 15:Monde virtuel, haine réelle
- États-Unis /  Canada : 15 mars 2020 sur The CW / Showcase
- France : 11 décembre 2020 sur Série Club
- 28 août 2021 sur CStar

- États-Unis : 676 000 téléspectateurs[4] (première diffusion)

- Patti Allan (Margot)
- Donna Benedicto (Agent Reiff du DEO)
- Roxy Wood (Yvette)
- Jesse Moss (Richard Bates)
- Pierson Fode (Gregory Bauer / Angus)
- Corbin Bleu (Trevor Crane)
- Anna Van Hooft (Jennifer Bates)
- Doron Bell (Détective Rivers)
- Keith Dallas (Al Crane)
- Rico Simonini (Frank)

### Épisode 16:Alex au pays des merveilles
- États-Unis /  Canada : 22 mars 2020 sur The CW / Showcase
- France : 18 décembre 2020 sur Série Club
- 29 août 2021 sur CStar

- États-Unis : 648 000 téléspectateurs[4] (première diffusion)

- Helen Slater (Eliza Danvers)
- Patti Allan (Margot)
- Olivia Nikkanen (Alex Danvers adolescente)
- Rosemary Hochschild (Vita)
- Anne Hollister (Tolly / Bonnie)
- John Murphy (Rock Starman / Derek)

### Épisode 17:Deus Lex Machina
- États-Unis /  Canada : 3 mai 2020 sur The CW[6] / Showcase
- France : 18 décembre 2020 sur Série Club
- 29 août 2021 sur CStar

- États-Unis : 607 000 téléspectateurs[4] (première diffusion)

- Jon Cryer (Lex Luthor)
- Cara Buono (Gemma Cooper / Gamemnae)
- Brenda Strong (Lillian Luthor)
- Sharon Leal (Megan / M'gann M'orzz)
- Patti Allan (Margot)
- Jesse Moss (Richard Bates)
- Anne Hollister (Tilly / Bonnie)
- John Murphy (Rock Starman / Derek)
- Malcolm Masters (Docteur Niles Jarrod)

### Épisode 18:Le chaînon manquant
- États-Unis /  Canada : 10 mai 2020 sur The CW / Showcase
- France : 25 décembre 2020 sur Série Club
- 29 août 2021 sur CStar

- États-Unis : 619 000 téléspectateurs[4] (première diffusion)

- Jon Cryer (Lex Luthor)
- Cara Buono (Gemma Cooper / Gamemnae)
- Sean Astin (Pete Andrews)
- Sharon Leal (Megan / M'gann M'orzz)
- Donna Benedicto (Agent Reiff du DEO)
- Mitch Pileggi (Rama Khan)
- Willie Garson (Steve Lomeli)
- Michael Jonsson (Klaus)

### Épisode 19:Combat d'immortel
- États-Unis /  Canada : 17 mai 2020 sur The CW / Showcase
- France : 25 décembre 2020 sur Série Club
- 29 août 2021 sur CStar

- États-Unis : 648 000 téléspectateurs (première diffusion)

- Jon Cryer (Lex Luthor)
- Cara Buono (Gemma Cooper / Gamemnae)
- Meaghan Rath (Version féminine de Brainiac-5)
- Brenda Strong (Lillian Luthor)
- Sharon Leal (Megan / M'gann M'orzz)
- Mitch Pileggi (Rama Khan)
- Lynda Boyd (La mère d'Eve Teschmacher)